# Askeaton

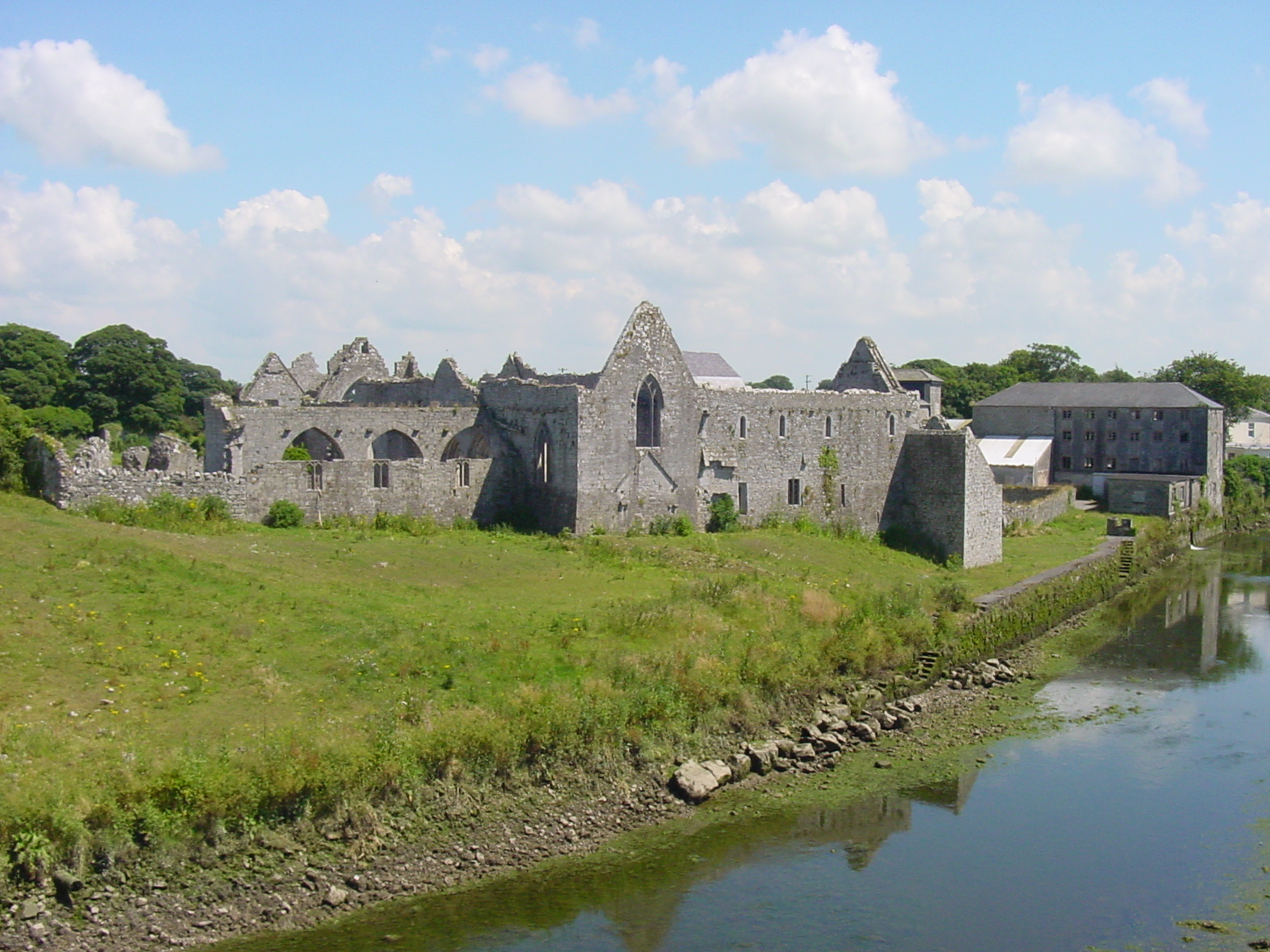
Das Franziskanerkloster von der N69 aus gesehen

Askeaton (irisch Eas Géitine) ist eine Stadt im County Limerick im Südwesten der Republik Irland.
Askeaton liegt etwa 3 km flussaufwärts der Mündung des River Shannon am Ufer des River Deel im Norden der Grafschaft Limerick, etwa 10 km östlich von Foynes an der Überlandstraße N69 von Limerick City nach Tralee im County Kerry. Von Limerick City ist Askeaton etwa 30 km entfernt. Die Einwohnerzahl des Ortes wurde beim Census 2022 mit 1236 Personen ermittelt.
Askeaton beherbergt auf einer Insel im River Deel die Überreste eines aus dem Jahr 1199 stammenden Castles sowie die Ruinen eines Franziskanerklosters aus dem Jahr 1389.
An den Schienenverkehr in Irland war Askeaton vom 12. Mai 1857 bis zum 2. Dezember 1974 angeschlossen.
Das örtliche St. Mary College hat seit 1996 eine Partnerschaft mit dem deutschen Otfried-von-Weißenburg-Gymnasium Dahn.

## Literatur

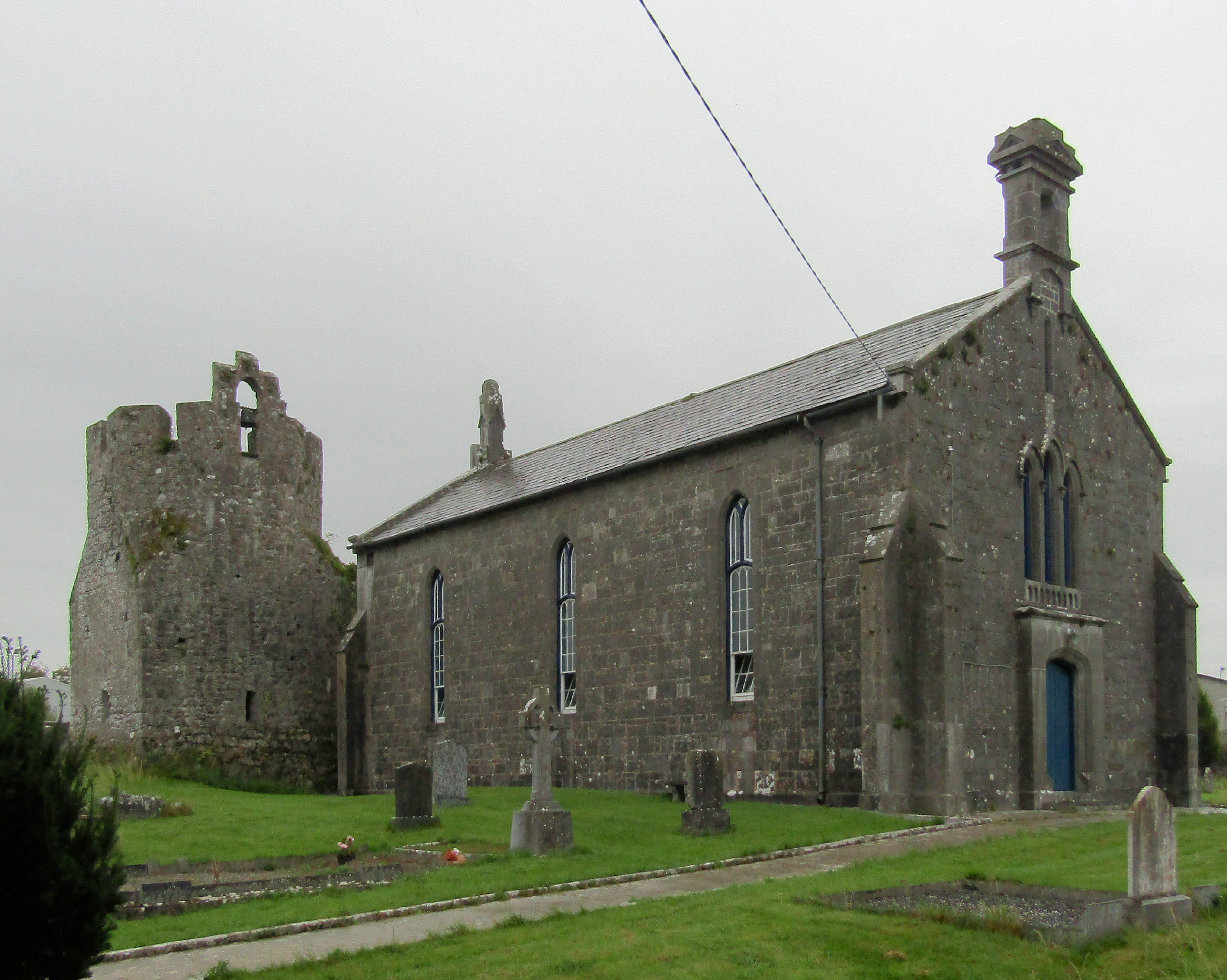
Saint Mary’s Church
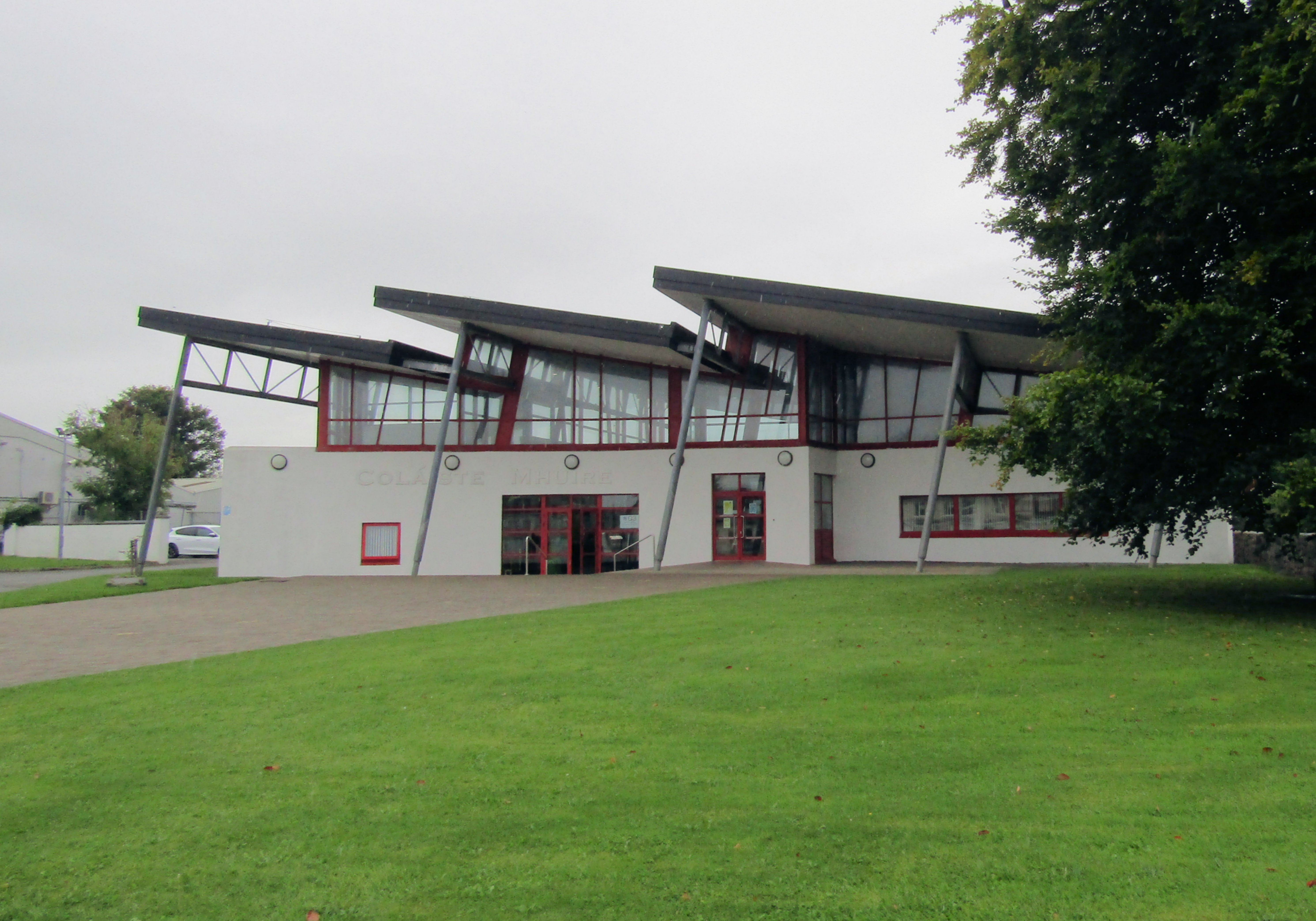
Mary`s College

## Einwohnerzahlen
| Jahr      | 1991 | 1996 | 2002 | 2006 | 2011 | 2016 | 2022 |
| Einwohner | 893  | 851  | 921  | 979  | 1149 | 1137 | 1236 |
| Quelle:   |      |      |      |      |      |      |      |